# Ormetica peruviana
Ormetica peruviana là một loài bướm đêm thuộc phân họ Arctiinae, họ Erebidae.